# 道の駅空の夢もみの木パーク
道の駅空の夢もみの木パーク（みちのえき そらのゆめもみのきパーク）は、香川県仲多度郡まんのう町にある国道32号の道の駅である。

## 概要
この名称は、日本で初めて有人飛行機の開発に取り組んだ二宮忠八が、この付近の樅ノ木峠で飛行原理の着想を得たことに由来する。これを記念し、隣接した地に2006年（平成18年）に開館した「二宮忠八飛行館」がある。

## 主な施設
- 駐車場
  - 普通車：17台
  - 大型車：1台
  - 身障者用：2台
- トイレ（いずれも24時間利用可能）
  - 男：大 2器、小 5器
  - 女：5器
  - 身障者用：1器
- 公衆電話
- 特産品販売コーナー
  - ひまわりの里　まんのうで栽培されたひまわりを使用したひまわり油、ドレッシングなどが販売されている。
- 公園

## 休館日
- 年末年始
- 毎月第三水曜日

## アクセス
- 国道32号 - 登録路線

## 周辺
- 樅ノ木峠
- 二宮飛行公園 - 二宮飛行神社や二宮忠八の銅像がある。
- 金刀比羅宮
- 満濃池
- 国営讃岐まんのう公園
- 満濃池森林公園